# Bahuśrutīya

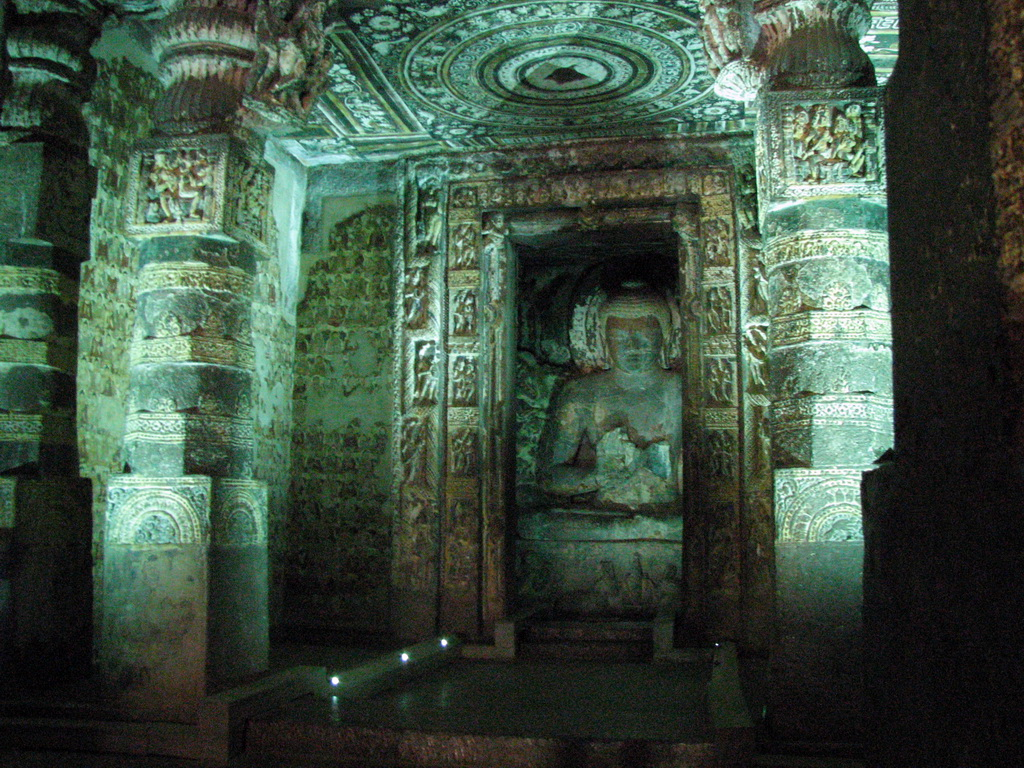
Bouddha faisant le mudrā de l'enseignement (Vitarka-mudrā). Ajaṇṭā, grotte n° 2,, dernier quart du Ve siècle. Maharāṣtra, Inde.

Bahuśrutīya (en sanskrit : बहुश्रुतीय) était l'une des premières écoles bouddhistes, selon des sources anciennes telles que Vasumitra, le Śāriputra-paripṛcchā (« Questions de Shariputra ») et d'autres ultérieures. Elle était un sous-groupe issu de la secte Mahāsāṃghika, surtout active autour de Nagarjunakonda en Inde, dans l'Andhra Pradesh actuel. La Bahuśrutīya est aujourd'hui éteinte,.

## Étymologie
Le nom Bahuśrutīya signifie littéralement « ceux qui ont beaucoup entendu », c'est-à-dire « ceux qui sont très instruits ». La traduction chinoise du nom de cette secte, Duowen Bu (多聞部), littéralement la « secte de ceux qui ont beaucoup entendu », correspond également à cette étymologie. L'histoire de Vasumitra, le Samayabhedoparacanacakra (« La roue des formations des divisions de la doctrine ») rapporte l'explication suivante du nom et des caractéristiques de la secte des Bahuśrutīya :
Étudiant de manière approfondie le Tripiṭaka
Et comprenant profondément les paroles du Bouddha ;
C'est par ces vertus qu'on les désigne
Sous le nom de secte Bahuśrutīya.

## Origines
Selon Paramārtha, moine du VIe siècle originaire d'Ujjain, en Inde centrale, le fondateur de la secte Bahuśrutīya s'appelait Yājñavalkya et il aurait vécu à l'époque du Bouddha Shakyamuni dont il aurait entendu ses discours; mais il aurait été plongé dans état profond de samādhi lorsque où le Bouddha entra en parinirvāṇa. Et lorsque, deux cents ans plus tard, Yājñavalkya sortit de ce samādhi ,il découvrit que les Mahāsāṃghikas n'enseignaient que le sens superficiel des sūtras, raison pour laquelle il fonda la secte Bahuśrutīya afin d'exposer le sens complet de ces textes.
D'autre part, Paramārtha lie les origines de la secte Bahuśrutīya aux enseignements du bouddhisme mahāyāna :

« Dans l'école Mahāsāṃghika, cet arhat récitait complètement le sens superficiel et le sens profond. Dans ce dernier, il y avait le sens du Mahāyāna. Certains n'y ont pas cru. Ceux qui y croyaient le récitaient et le retenaient. Dans l'école Mahāsāṃghika, il y avait ceux qui propageaient ces enseignements et d'autres qui ne les propageaient pas. Les premiers formèrent une école distincte appelée « Ceux qui ont beaucoup entendu » (Bahuśrutīya). [...] C'est de cette école qu'est issu le Satyasiddhiśāstra. C'est pourquoi on y trouve un mélange d'idées du Mahāyāna. »

## Doctrines et canon
Toujours selon le traducteur Paramārtha, les Bahuśrutīyas acceptaient à la fois les enseignements du Hīnayāna et du Mahāyāna. Paramārtha affirme que l'école Bahuśrutīya a été créée afin d'embrasser pleinement à la fois la « vérité conventionnelle » et la « vérité ultime ». Selon Sree Padma et Anthony Barber, la compréhension Bahuśrutīya de cette exposition complète incluait les enseignements du Mahāyāna.
Selon Vasumitra, les Bahuśrutīyas considéraient les enseignements du Bouddha sur l'impermanence (anitya), la souffrance (duhkha), la vacuité (shûnyatâ), l'anātman (non-moi) et le Nirvāṇa comme supramondains (lokattara — c'est-à-dire des points questions concernant le salut et la quête du nirvana), tandis que ses exposés sur d'autres sujets devaient être considérés comme mondains (laukika) . Pour K. Venkata Ramanan :

« C'est aux Mahāsāṃghikas que revient le mérite d'avoir maintenu l'accent sur l'ultimité de la réalité inconditionnée en attirant l'attention sur la non-substantialité des éléments de base de l'existence (dharma-śūnyatā). Chacune de ces branches établit clairement la distinction entre le mondain et l'ultime, en vient à souligner la non-ultimité du mondain et facilite ainsi la fixation de l'attention sur l'ultime. Les Bahuśrutīyas distinguaient les enseignements mondains des enseignements transmondains du Bouddha et soutenaient que ces derniers conduisaient directement à la libération des souillures. »

Comme les autres sectes Mahāsāṃghika, les Bahuśrutīyas pensaient que les arhats étaient faillibles.

## Tattvasiddhi Śāstra

### Aperçu
Le Tattvasiddhi (en)-Shâstra (ou Satyasiddhi Shâstra) est un texte de l'abhidharma qui nous est parvenu, écrit par Harivarman, un moine qui vécut en Inde centrale au IVe siècle. Harivarman est souvent considéré comme appartenant à l'école Bahuśrutīya, mais le Tattvasiddhi contient des enseignements plus proches de ceux des Sautrāntika et des Sarvāstivādins. Cet abhidharma figure aujourd'hui dans le canon bouddhiste chinois en seize fascicules (Taishō Tripiṭaka 1646). Paramārtha cite ce texte d'abhidharma en mentionnant qu'il présente une combinaison des doctrines du Hīnayāna et du Mahāyāna, et Joseph Walser convient de la justesse de cette évaluation. Ian Charles Harris caractérise également le texte comme une synthèse du Hīnayāna et du Mahāyāna, et note que ses doctrines sont très proches de celles des ouvrages du Mādhyamaka et du Yogācāra. Le Tattvasiddhi comprend l'enseignement de la dharma-śūnyatā, c'est-à-dire de la vacuité (shûniyatâ) des phénomènes (dharmas), et mentionne par ailleurs l'existence d'un Bodhisattva Piṭaka sûtra (« Recueil d'enseignements sur le bodhisattva » ou « Corbeille du bodhisattva »), qui compte parmi les premiers textes du mahâyâna, écrit au plus tard au Ier siècle, mais datant peut-être déjà du Ier siècle avant notre ère. Son contenu est perdu et nous n'en connaissons que des extraits dans des compilations plus tardives.

### Héritage en Asie de l'Est
Le Tattvasiddhi Śāstra a conservé une grande popularité dans le bouddhisme chinois, et a même conduit à la formation d'une école de bouddhisme portant son nom en Chine — l'école Tattvasiddhi, ou Chéngshí Zōng (成實宗), fondée en 412 de notre ère. Comme le résume le maître ch'an Nan Huai-Chin :

« Diverses écoles bouddhistes virent le jour, telles que l'école basée sur les trois śāstras Mādhyamaka, l'école basée sur l'Abhidharmakośa et l'école basée sur le Satyasiddhi Śāstra. Toutes ces écoles rivalisaient entre elles, produisant de nombreuses ramifications merveilleuses, chacune donnant naissance à son propre système théorique. »

L'école Tattvasiddhi enseignait une progression en vingt-sept étapes pour cultiver la réalisation, progression basée sur les enseignements du Tattvasiddhi Śāstra. L'école Tattvasiddhi eut pour fondateur Harivarman en Inde et Kumārajīva pour l'école en Chine. L'école Satyasiddhi figure parmi les dix écoles du bouddhisme de la dynastie Tang. De la Chine, l'école Satyasiddhi a été transmise au Japon en 625 de notre ère, où elle était connue sous le nom de Jōjitsu-shu (成實宗). L'école japonaise Satyasiddhi est connue comme l'une des six grandes écoles du bouddhisme japonais de la période Nara (710-794 de notre ère).